# Duranta
Duranta este un gen de plante din familia  Verbenaceae.

## Specii
Cuprinde circa 35 de specii.